# Fintlandsmoor (Naturschutzgebiet)
Das  Fintlandsmoor ist ein ehemaliges Naturschutzgebiet in der niedersächsischen Stadt Westerstede und den Gemeinden Edewecht und Bad Zwischenahn im Landkreis Ammerland. 
Das Naturschutzgebiet mit dem Kennzeichen NSG WE 088 war rund 140 Hektar groß. Es war nahezu vollständig Bestandteil des FFH-Gebiets „Fintlandsmoor und Dänikhorster Moor“. Das Gebiet stand seit dem 24. Oktober 1987 unter Schutz. In ihm ist das zum 31. Oktober 1970 ausgewiesene, frühere Naturschutzgebiet gleichen Namens aufgegangen. Im Juni 2017 ging es im neu ausgewiesenen Naturschutzgebiet „Fintlandsmoor und Dänikhorster Moor“ auf. Zuständige untere Naturschutzbehörde war der Landkreis Ammerland.
Das aus zwei Teilflächen bestehende, ehemalige Naturschutzgebiet stellte einen Rest eines großteils entwässerten, aber nicht kultivierten Hochmoores am Rand der Ammerländer Geest unter Schutz. Der Westteil des Gebietes wird überwiegend von Moorwald geprägt. Daneben ist eine Grünlandfläche in das Schutzgebiet einbezogen. Der Ostteil besteht ebenfalls aus Moorwald und Grünlandflächen. Weiterhin sind hier aber auch wiedervernässte Torfstiche zu finden.
Die Hochmoorflächen sind zum großen Teil vegetationslos oder mit Pfeifengras, Heide und Seggenarten bewachsen. Das Fintlandsmoor bietet zahlreichen moortypischen Pflanzen und Tieren, wie hochmoortypischen Libellen- und Heuschreckenarten oder Wiesenvögeln einen Lebensraum.
Das Gebiet wird über Gräben zur Ollenbäke, die bei Apen in die Große Süderbäke mündet, entwässert. Der im Nordosten verlaufende Dänikhorster Moorkanal wurde teilweise verfüllt und mit Dämmen versehen, um die Entwässerung des Gebietes zu verringern. Durch einen Teil des Gebietes verläuft ein Wanderweg.
Das Gebiet ist vollständig von landwirtschaftlichen Nutzflächen umgeben.